# Embolia paradossa
L'embolia paradossa è una forma di embolismo arterioso originato dal sistema venoso.

## Epidemiologia
L'embolismo paradosso rappresenta il 2% del totale delle embolie arteriose.

## Fisiopatologia
Essendo normalmente i compartimenti venoso e arterioso dell'apparato circolatorio separati dai polmoni, tale evenienza può presentarsi esclusivamente in presenza di shunt, dovuto alla presenza di un difetto interatriale, di un difetto interventricolare o di una fistola artero-venosa In queste condizioni vi è la presenza di un passaggio diretto tra circolo venoso e arterioso, con la possibilità che l'embolo, che in una situazione normale finirebbe nel vasi polmonari, passi nel cuore sinistro e da qui in circolo verso il cervello, i reni, gli arti inferiori o altri tessuti e organi, causando un'ischemia.

## Eziologia
Sebbene l'embolo sia generalmente dovuto al distacco di un trombo venoso, questo può essere costituito anche dal grasso del midollo osseo o da gas, specialmente nei nuotatori subacquei, esattamente come avviene nell'embolia polmonare.

## Trattamento
Il trattamento applicato è lo stesso effettuato nei casi usuali di embolia arteriosa.